# Outrage (deutsche Band)
Outrage ist eine deutsche Thrash-Metal-Band aus Pforzheim, die im Jahr 1983 gegründet wurde, sich 1988 auflöste und seit 2004 wieder aktiv ist.

## Geschichte
Die Band wurde am 7. Mai 1983 in Pforzheim gegründet, nachdem sich der Gitarrist Udo „The Bringer of Doom“ Feierabend und der Sänger Frank „The Voice of Hell“ Pfeiffer bereits vorher ein paar Mal getroffen hatten. Feierabend schrieb die ersten Lieder und gab dem Projekt auch den Namen Outrage. Nach ein paar Anzeigen in lokalen Zeitungen, kam im Juli 1983 Andreas Eisenmann als Schlagzeuger zur Band. Im Oktober 1984 begann die Band mit den ersten Proben, ehe im Januar 1985 Roland Sen als Bassist zur Band kam. Im September nahm die Gruppe ein erstes Demo auf, dem im Dezember ein zweites folgte. 1986 verließ Sen die Band wieder, woraufhin Feierabend auf dem Demo From Nightmares and Myths zusätzlich den Bass spielte. Sen sollte ein paar Jahre später in einem Autounfall tödlich verunglücken. Nachdem im Februar 1987 Reini Wörner als neuer Bassist zur Band gekommen war, wurde im Juli das nächste Demo unter dem Namen The Book of the Seven Seals aufgenommen. Im Januar 1988 spielte die Band als Vorgruppe für Darkness, was für Outrage der letzte Auftritt der 1980er Jahre sein sollte. Eisenmann, Pfeiffer und Feierabend waren in der Bundeswehr, woraufhin die Gruppe im Juli 1988 ihre Auflösung bekannt gab.
Im März 2004 wurde die Band neugegründet, nachdem Feierabend den Bassisten Kevin Lukitsch kennenlernte und sie beschlossen die Band wiederzubeleben. Später kam der Schlagzeuger Alex Güntner zur Besetzung, ehe am 20. April Pfeiffer als Sänger zurückkehrte. Im Oktober 2004 erschien das Debütalbum Back for Attack, das altes Liedmaterial enthält. Der einzige neue Song ist das Titellied. Danach folgten verschiedene Auftritte zusammen mit lokalen Bands in der Gegend um Pforzheim. Zudem spielte die Band auch weiter entfernte Konzerte zusammen mit Warhammer und Goddess of Desire. Im Juni 2005 erschien das nächste Album A Mute Reminder, das teils aus neuem, teils aus altem Material bestand. 2006 schloss sich ein weiteres Album unter dem Namen 7 Is 1 Take One und die EP Tales of Counted Sorrows an. Auf letzterer war Volker „Iron Lung“ Frerich von Warhammer in dem Lied Killer als Gastsänger zu hören. Vor den Aufnahmen zur EP hatte der Bassist Lukitsch im Mai 2006 die Band verlassen. Als Ersatz kam Johannes E. zur Band. Dieser war jedoch für die neuen Lieder noch nicht bereit, weshalb Mark B. für die Aufnahmen engagiert wurde. Johannes E. wurde wiederum im Dezember durch Stefan L. ersetzt. 2007 trat die Gruppe zusammen mit Warhammer, Minotaur, Decision of Hate, Nefarious, Delirium Tremens, Nocturnal, Hellish Crossfire und Hatchery auf. Danach begann die Band mit den Proben zum nächsten Album, ehe im Januar 2008 Sänger Pfeiffer die Band verließ. Als Ersatz kam der Nefarious-Sänger Frank Schäufele zur Besetzung. Am 7. Mai 2008 feierte die Band ihr 25-jähriges Bestehen. Zu dieser Zeit erschien das Jubiläumsalbum Order in the Court und die DVD Arrival at 7.11, die Studioaufnahmen, Ausschnitte aus verschiedenen Konzerten, sowie eine Bonus-CD mit zwei bisher unveröffentlichten Liedern enthielt. Außerdem erschien das Fanzine-artige Buch OUTRAGE – The Complete Story. Im selben Jahr spielte die Gruppe außerdem Konzerte zusammen mit Warhammer und Decision of Hate. Im November desselben Jahres verließ der Schlagzeuger Güntner die Band, welcher einen Monat später durch Yannick „The Holder of Chaos“ Argast ersetzt wurde. Im September 2009 kam Mario S. als weiterer Gitarrist zur Besetzung.
Im Oktober 2010 erschien das sechste Album Conspirator, das die Band eigentlich als letztes Album geplant hatte. Im Dezember planten sie, die Band aufzulösen, da viele Mitglieder sich nicht mehr sehr für das Projekt interessierten. Feierabend und Pfeiffer hatten jedoch vor, die alten Lieder unter neuem Namen weiterzuspielen. Das vermeintlich letzte Konzert fand am 26. Februar 2011 statt, an dem auch Pfeiffer in ein paar Liedern sang. Vor dem Auftritt hatte Metal on Metal Records die Band jedoch kontaktiert und lizenzierte sämtliche bisher erschienenen Alben. Am Morgen des Konzerttages sandte das Label der Band ein Vertragsangebot, welches diese annahm. Sänger Pfeiffer kam zur Band zurück, die nun neben ihm aus Feierabend und Argast bestand. Als Ergänzung kam im Februar 2011 Torsten „The Bringer of Doom“ Moning als Bassist zur Besetzung. Danach begann die Gruppe mit den Proben. Die Band entschied sich einige Lieder aus ihren Anfangstagen neu aufzunehmen und diese als Album Go to Hell zu veröffentlichen, benannt nach dem ersten Lied ihres ersten Demos aus dem Jahr 1985. Das Album erschien am 28. Oktober 2011. Am selben Tag erschien auch der Tonträger Go To Hell – Demo(n)s – 1985–1987, eine Kompilation aus Originalaufnahmen der Anfangstage. Die Kompilation erschien bei dem Metal-on-Metal-Records-Sublabel RAW Metal Records und war auf eine Zahl von nur 20 Stück limitiert. Das Veröffentlichungskonzert zum Studioalbum fand am 29. Oktober in Pforzheim statt. Am 21. November musste der Bassist Moning die Band wieder verlassen, der am 27. Februar 2012 durch Raffaele „Raffa“ „The Fall of Wisdom“ Giordano ersetzt wurde. 2014 erschien das Album We the Dead.

## Stil
Laut Bandbiografie auf outrage-band.tumblr.com sei die Band durch Gruppen wie Hellhammer, Celtic Frost, Metallica, Slayer und Venom beeinflusst worden. Die Band fühlte sich der ersten Welle des Black Metal angehörig. Sebastian Schilling vom Rock Hard bezeichnete We the Dead als eine Mischung aus alten Sodom und Iron Angel. Zudem seien Parallelen zu Celtic Frost hörbar. Im Interview mit Schilling gab der Gitarrist Feierabend an, dass es in den Texten „um Alltagssituationen, Dinge des Lebens, unser Unterbewusstsein, Mythologie und Streiche unserer Fantasie“ gehe. In Schillings Rezension zum Album We the Dead eine Ausgabe vorher schrieb er, dass das erste Riff des ersten Liedes ihn an Slayer erinnere und der Gesang wie damals noch aggressiverer Tom Angelripper in seinen Anfangsjahren klinge. Das Lied Kill Snow White höre sich wie Celtic Frost zu Zeiten von To mega therion an. Feierabends Riffs würden Schilling an Frank Blackfire zur Zeit von Agent Orange erinnern.

## Diskografie
- 1985: Outrage I (Demo, Eigenveröffentlichung)
- 1985: Outrage II (Demo, Eigenveröffentlichung)
- 1986: From Nightmares and Myths (Demo, Eigenveröffentlichung)
- 1987: The Book of the Seven Seals (Demo, Eigenveröffentlichung)
- 2004: Back for Attack (Album, Eigenveröffentlichung)
- 2005: A Mute Reminder (Album, Eigenveröffentlichung)
- 2006: 7 Is 1 Take One (Album, Eigenveröffentlichung)
- 2006: Tales of Counted Sorrows (EP, Eigenveröffentlichung)
- 2008: Arrival at 7.11 (DVD, Eigenveröffentlichung)
- 2008: Order in the Court (Album, Eigenveröffentlichung)
- 2010: Conspirator (Album, Eigenveröffentlichung)
- 2011: Go to Hell (Album, Metal on Metal Records)
- 2011: Go to Hell – Demo(n)s – 1985–1987 (Kompilation, Metal on Metal Records)
- 2012: 7 Is 1 and Other Tales (Kompilation, Metal on Metal Records)
- 2014: We the Dead (Album, Metal on Metal Records)